# Хармоника (ТВ филм)
„Хармоника” је југословенски ТВ филм из 1972. године. Режирао га је Јоаким Марушић а сценарио је написала Зора Дирнбах

## Улоге
| Глумац                   | Улога      |
| ------------------------ | ---------- |
| Ђуро Утјешановић         | Мика       |
| Јован Личина             | Инспектор  |
| Власта Кнезовић          |            |
| Стево Крњајић            | Баја       |
| Мато Ерговић             | Маћаш Бачи |
| Драго Митровић           | Свећеник   |
| Владимир Облешчук        | Томо       |
| Љубица Драгић Стипановић |            |
| Хелена Буљан             |            |
| Едо Перочевић            | Баћуга     |
| Рајко Бундало            | Стево      |
| Миле Рупчић              |            |
| Звонко Лепетић           |            |

Остале улоге  ▼
| Глумац              | Улога                  |
| ------------------- | ---------------------- |
| Мирослав Стојановић |                        |
| Александар Грунбаум |                        |
| Јован Стефановић    | Ђуро, милиционер       |
| Рикард Брзеска      |                        |
| Иво Пајић           |                        |
| Божидар Тракић      |                        |
| Наташа Маричић      |                        |
| Невенка Шаин        |                        |
| Људевит Галић       | Шеф железничке станице |
| Иван Ловричек       | Железничар             |
| Звонимир Рогоз      | Бајин отац             |